# 백운중학교 (경기)
백운중학교(白雲中學校)는 대한민국 경기도 의왕시 포일동에 있는 공립 중학교이다.

## 학교 연혁
- 1987년 12월 12일 : 백운중학교 설립 인가
- 1988년 3월 1일 : 초대 한우석 교장 취임
- 1988년 3월 2일 : 백운중학교 개교식
- 1991년 2월 2일 : 제1회 졸업(남 104명, 여 111명 계 215명)
- 2003년 2월 4일 : 신축학교 이전(포일동 177-5번지)
- 2020년 9월 1일 : 제11대 박숙열 교장 취임
- 2021년 1월 11일 : 제31회 졸업(남 61명, 여 56명 계 117명) 누계 10,928명
- 2021년 3월 2일 : 14학급 편성(특수학급1)

## 참고 자료
- 백운중학교 - 한국교육학술정보원 학교알리미